# فرودگاه بین‌المللی چانگوینولا
فرودگاه بین‌المللی چانگوینولا "کپیتان منیول نینو" (به انگلیسی: Changuinola "Capitán Manuel Niño" International Airport) (به زبان بومی: Aeropuerto Internacional de Changuinola "Capitan Manuel Niño") یک فرودگاه همگانی با کد یاتا CHX است که یک باند فرود آسفالت دارد و طول باند آن ۱۱۰۰ متر است. این فرودگاه در کشور پاناما قرار دارد و در ارتفاع ۶ متری از سطح دریا واقع شده‌است.

## شرکت‌های هواپیمایی و مقصدهای پروازی
| شرکت‌های هواپیمایی | مقصدهای پروازی                                          |
| ----------------- | ------------------------------------------------------- |
| Air Panama        | بوکاس دل ترو ایسلا کولون، آلبروک مارکوس برندزینو گلابرت |